# Stanisław Rybicki (lekarz)

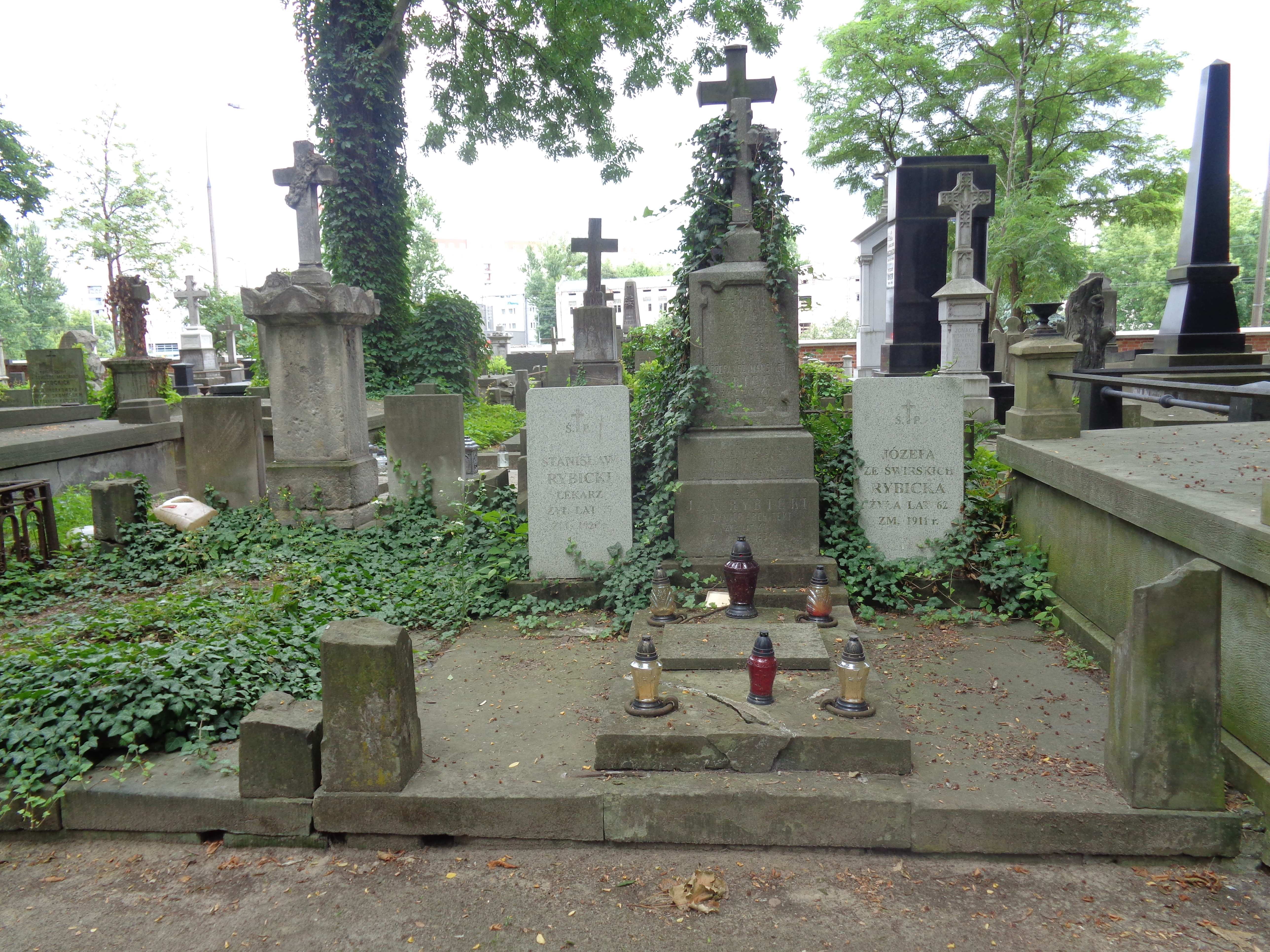
Grób Stanisława Rybickiego na Starych Powązkach

Stanisław Teofil Rybicki (ur. 16 kwietnia 1843 w Warszawie, zm. 23 kwietnia 1920 tamże) – polski lekarz, działacz społeczny.

## Życiorys
Syn Teofila Klemensa Rybickiego (1805–1859) i Józefy z Szymańskich. W 1860 ukończył Gimnazjum Realne w Warszawie. 28 czerwca 1866 otrzymał dyplom lekarski Szkoły Głównej. W 1867 uzyskał dyplom lekarza powiatowego i objął tę posadę w Skierniewicach.

## Działalność naukowa
Jeden z jego pierwszych artykułów nosił tytuł Zapalenie mózgu z objawami czynnego przekrwienia tego organizmu. Jednak najwięcej jego publikacji dotyczyło ginekologii. Praca Drgawki właściwe ciężarnym, rodzącym i położnicom spotkała się z dużym uznaniem w środowisku medycznym i wprowadziła go w poczet Towarzystwa Lekarskiego Warszawskiego. Uważa się, że praca zawierała pierwszy opis anatomopatologiczny rzucawki porodowej.

## Działalność społeczna
W 1880 został naczelnikiem skierniewickiej straży ogniowej. Funkcję tę pełnił trzykrotnie, w uznaniu zasług w jej powołaniu, zorganizowaniu i kierowaniu.
Dzięki jego staraniom powstał w Skierniewicach nowoczesny Szpital św. Stanisława.
Wojewódzkiemu Szpitalowi Zespolonemu oraz ulicy, przy której stoi, zostało nadane jego imię.
25 lipca 1911 nadano mu tytuł Honorowego Obywatela Skierniewic.
Pochowany na cmentarzu Powązkowskim (kwatera 156-6-14/15).